# 鳴門市桑島小学校
鳴門市桑島小学校（なるとし くわじましょうがっこう）は、徳島県鳴門市撫養町大桑島にある公立小学校。

## 沿革
- 1874年（明治7年）11月5日 - 桑島八幡神社境内に創設。

## 校歌
- 作詞：高岡鹿太郎 / 作曲：米沢耕三 / 編曲：茂山弘

## 通学区域が隣接している学校
- 鳴門市黒崎小学校
- 鳴門市撫養小学校
- 鳴門市林崎小学校
- 鳴門市鳴門西小学校 （海を挟んで隣接。）